# Ibarra (przystanek kolejowy)
Ibarra (bas.: Ibarrako geltokia) – przystanek kolejowy w Zalla, w prowincji Vizcaya we wspólnocie autonomicznej Kraj Basków, w Hiszpanii. 
Jest obsługiwana przez pociągi wąskotorowe FEVE.

## Linie kolejowe
- Linia Bilbao – León[1]